# Histoire de la Bresse
 (février 2021).
Si vous disposez d'ouvrages ou d'articles de référence ou si vous connaissez des sites web de qualité traitant du thème abordé ici, merci de compléter l'article en donnant les références utiles à sa vérifiabilité et en les liant à la section « Notes et références ».
 (juillet 2020).

## La préhistoire

### Le contexte géologique préliminaire
La Bresse occupe la partie centrale de ce qui était un lac au Cénozoïque. Ce vaste plan d’eau, probablement peu profond et plutôt marécageux, se déversait vers la mer Méditerranée au sud de ce qui est aujourd’hui la ville de Valence, près du confluent de la Drôme avec le Rhône. Le verrou glaciaire formé par les monts du Vivarais et du Tricastin jouait le rôle de plan d’eau régulant le niveau du lac. C'était probablement un immense étang, peut-être parsemé d'îles et alimenté par de nombreuses sources, ce qui lui a valu la dénomination de Lac[réf. nécessaire].

#### Le lac bressan
Le lac bressan occupa environ les deux tiers nord de ce qui est, de nos jours, le sillon Rhône-Saône, sur une longueur évaluée à environ 350 kilomètres. Les contreforts du Vercors, de la Chartreuse, des Bauges, du Bugey, du Revermont jurassien jusqu’aux pieds des Vosges formaient sa rive est. Le nord, difficile à définir, devait baigner les hauteurs des plateaux lorrains, champenois et de Langres, tandis que la rive ouest longeait les monts de Côte d’Or, Chalonnais, Mâconnais, Lyonnais et Vivarais. Sa largeur variait entre 60 kilomètres aux extrémités nord et sud et seulement 40 kilomètres au rétrécissement central correspondant à ce qui est aujourd’hui la partie Doubs/Rhône. Ces dimensions n’ayant, bien sûr, qu’une valeur approximative.

### Nouveaux bouleversements géologiques
Vers le milieu de l'ère tertiaire, à l’oligocène et au miocène, c’est-à-dire entre 33,9 ± 0,1 et 5,332 ± 0,005 Ma, eurent lieu les grands mouvements orogéniques responsables de l’édification des Alpes. Le Jura, bousculé, s’arc-bouta vers le lac, plissant ainsi le fond du réservoir constitué de dépôts marneux (complexe argilo-calcaire) et donna ainsi au futur pays une forme mamelonnée avec des dénivellations très faibles, sauf quelques vallées quaternaires un peu plus marquées. Le verrou du sud sauta, provoquant l’écoulement des eaux vers le sud et l’assèchement progressif du fond bressan.[réf. nécessaire]

### La forêt bressane
La Bresse n’occupa que le centre de ce territoire. C’est-à-dire qu’elle eut pour limites le Doubs au nord, la Veyle et la Dombes au sud, le Revermont à l’est et les collines mâconnaises et chalonnaises à l'ouest.
L’être humain délaissa probablement longtemps ce coin insalubre et dangereux et les différents bouleversements géologiques et climatiques effacèrent, en grande partie, les traces de ces époques préhistoriques.

## De la préhistoire jusqu’à -1500 ans

### Faune supposée
On n'a pas retrouvé beaucoup de débris fossiles, mais ceux-ci laissèrent supposer que d’étranges bêtes vivaient dans la forêt et les marais: le mammouth, le rhinocéros à narines cloisonnées (appelé également rhinocéros laineux), l’hippopotame, le cerf géant, le chamois, l’auroch (bœuf primitif), le cheval, le renne et, près du Jura, l’ours dit des cavernes.[réf. nécessaire]

### La présence humaine
On peut penser que l'homme était présent car il est à peu près scientifiquement établi que l’existence des hominidés remonte à l’époque quaternaire. La présence humaine laissa des traces dans le mâconnais, vers Solutré. Et le Revermont comporte beaucoup de cavernes de même que le pays tournugeois où l’homme pouvait s’abriter et se protéger des animaux redoutables.[réf. nécessaire]

#### Les chasseurs-cueilleurs
La forêt bressane, très dense, dut représenter pour ces premiers habitants, un énorme réservoir naturel de chasse. Armés sommairement de hachettes, couteaux, harpons, pointes de flèches et de lourds marteaux de granit, ils menèrent une vie rude et dangereuse car ils devaient chasser leurs proies au plus près et ensuite les transporter sur d’assez longues distances puisqu’il est à peu près sûr qu’ils n’habitèrent pas le bocage bressan, trop risqué.[réf. nécessaire]

#### Les premiers sédentaires
De chasseurs, ils devinrent aussi pasteurs, élevant dans des enclos : chevaux, bœufs, moutons, porcs et aussi des chiens domestiqués. L’âge du bronze et, plus tard, du fer fit faire à ces habitants d’énormes progrès agricoles. Le bronze, alliage de cuivre et d’étain, fut peu à peu introduit dans nos régions et amena la fabrication d’armes, épées, ustensiles, outils, parures, etc.[réf. nécessaire]

### Origines culturelles
Les hommes qui arrivèrent vers la Bresse furent des hommes de la culture danubienne dite « de la céramique rubanée », venus d’Europe de l’est. Vivant en vastes tribus, ils étaient sans cesse à la recherche de nouveaux territoires. Ils participèrent à un profil culturel dit « culture du Rhône » qui est à l'origine des nations celtiques (cf. Celtes) que les latins appelleront Galli. Lowen, ancien nom de Louhans, est d’origine celte de même que le hameau de « Conde » au confluent de la Brenne avec la Seille, le celtique « Condate » signifiant « confluent ».[réf. nécessaire]

## L’époque celte ou gauloise (de -1500 à -60 av. J.C.)
La diffusion de la culture de la Tène se fit de façon diffuse, sans rencontrer une quelconque résistance, de sorte qu'on ne peut déterminer si c'est le fait d'une immigration de Celtes plus grands en taille, bien entraînés et mieux armés que les habitants qui n'étaient pas à même de refouler ces habiles guerriers ; ou de l'émergence d'une aristocratie locale ; ou les deux. Les Éduens établirent une confédération à l’ouest de l’« Arar » (la Saône), les Boïens s'installèrent dans le Bourbonnais, les Ségusiaves dans le Lyonnais et les Séquanes à l’est de la forêt bressane.[réf. nécessaire]

### Villages et lieux-dits
La Bresse étant un relief mamelonné, ceux qui s’établirent construisirent leurs demeures en des lieux surélevés. Par mesure de sécurité, ils occupèrent ainsi de nombreux monts (en patois, des « meûrots »). On conserve encore beaucoup de noms de ces lieux : Montjay, Montcony, Montagny, Montret, Montpont, Montaigu, Montain, Montmorot, Montciel, Montjouvent, Montsavin, Montceau, Montangelin, Montcoy, Montillon, Montalibord, Montrevel, Mont du Chat, Montfleur, Le Mont, la Motte, etc. Mais ils habitèrent aussi des Essarts, des Varennes, des Bordes, des Vesvres (ou Vasvres), des Piochets, des Abergements, des Mollards, des Thiellet (ou Thielloy), des Rippes et beaucoup d’autres lieux-dits bien définis qui sont parvenus jusqu’à nous.[réf. nécessaire]

### Guerres entre cités
Vers les années -60, les guerres devinrent incessantes et destructrices. À un certain moment, pour un motif que César évoque comme étant une dispute sur les droits de douane perçus aux gués et dans les ports, les Éduens pénétrèrent en Bresse et battirent les Séquanes. Des peuplades de Germains s’étant avancées jusqu’au sud de la Lorraine, les Séquanes les appelèrent en renfort. On connaît le nom de leur chef, Arioviste, qui, avec son armée repoussa les Éduens mais imposa ensuite à ses alliés Séquanes un lourd tribut. Il s’empara d’une bonne partie de leurs terres, ce qui est aujourd'hui l'Alsace, et il fit de même avec les Éduens vaincus.

## La domination romaine (de -60 av. J.C. à 400 apr. J.C.)
En -51, après la reddition du chef arverne Vercingétorix, les légions de Jules César pacifièrent l’ensemble de la Gaule. La Bresse région, marécageuse et boisée, d’accès difficile, intéressa peu l’envahisseur romain. Ailleurs, la domination de Rome, d’abord terrible tant que dura la résistance, devint peu à peu bienfaisante par la civilisation qu’elle apporta. Lois, croyances, mœurs et surtout la "Pax romana" furent vite adoptées, ainsi que la langue latine qui devint, plus tard, la fondement de notre parler. La Gaule fut divisée en trois provinces : Gaule Belgique, Gaule Aquitaine et Gaule Lyonnaise. La Bresse fit partie de cette dernière.
- Voies romaines en Bresse (de)

## Les Burgondes et les royaumes de Bourgogne (406 – 1266)

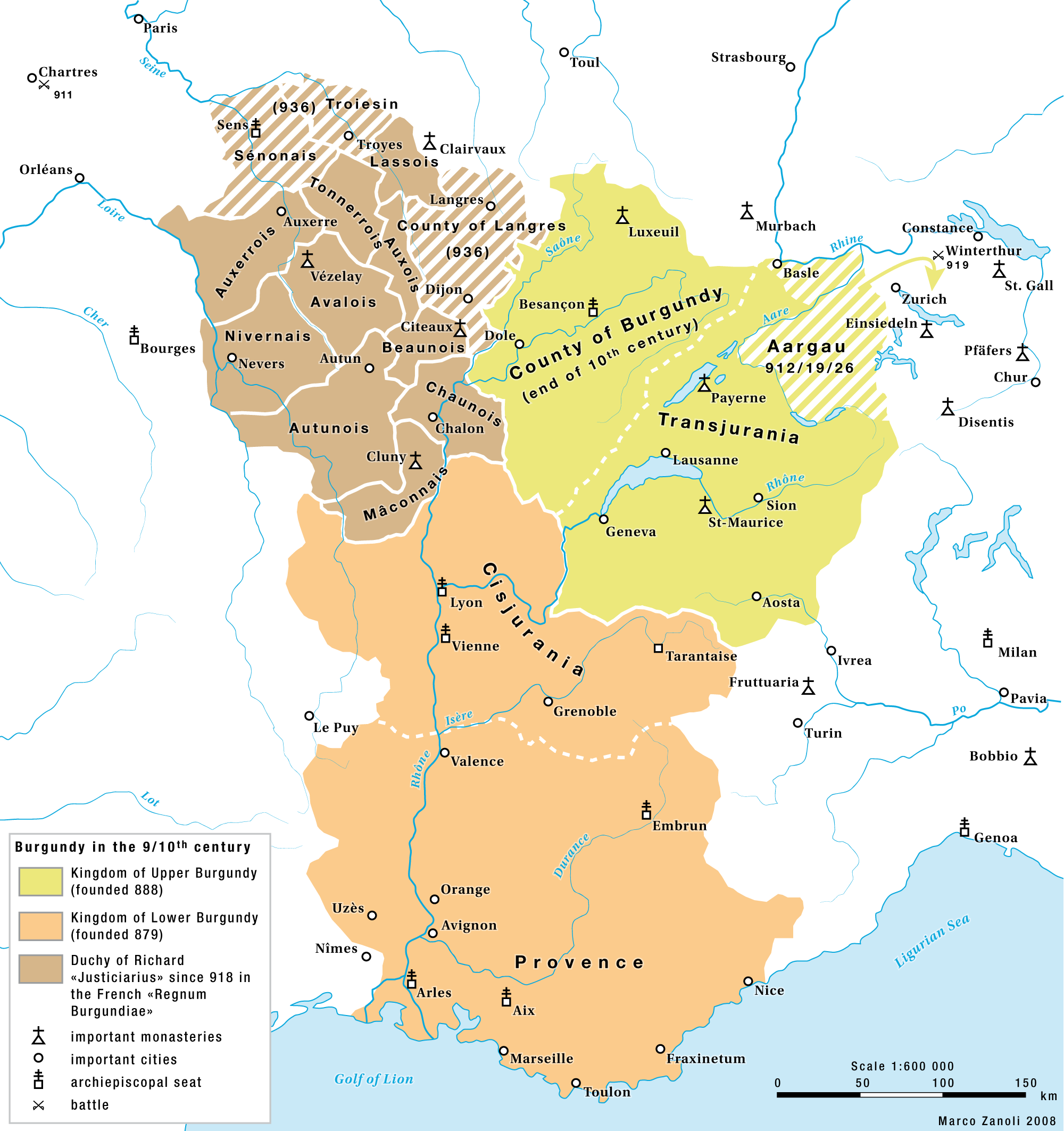
Division de la Bresse au IXe siècle

En 457, après la mort d’Aetius, les Burgondes qui s'étaient implantés en Sapaudie, exploitent la situation trouble en Gaule pour envahir le secteur de Lyon.dont la Bresse, le Bugey et le Jura. En 534, le royaume Burgonde est conquis par les Francs et devient le Royaume de Bourgogne. Apres le partage de 843, le tiers nord de la Bresse devient le comté de Chalon et intégré au duché de Bourgogne, lui même faisant partie de la Francie occidentale. Le reste sera intégré à la province de Bourgogne cisjurane elle même membre du royaume de basse-Bourgogne. Cette partie sera ensuite intégrée, en 933, au second royaume de Bourgogne ou royaume d'Arles.

## La Bresse au sein des états de Savoie (1322-1601)

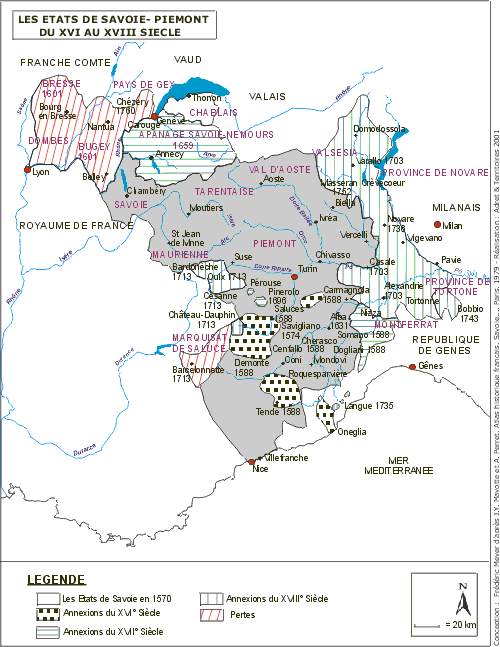
Les états savoyards entre le

La Bresse a eu comme première capitale Bâgé-le-Châtel.
Le Xe siècle voit l'éclatement du pagus de Bresse.
En 1266, à la suite de l'héritage de Philippe Ier de Savoie de Renaud V, la Savoie a autorité sur toute la Bresse. 
Après la mort de Sibylle de Baugé, en 1294, la Bresse devient théoriquement l'apanage des princes héritiers de Savoie. À partir du 15 juin 1322, la Bresse sera remise en apanage aux héritiers du comté de Savoie.
En 1600, le duc de Savoie perd la Bresse. Le traité de Lyon de 1601 met fin à la guerre franco-savoyarde entre Charles-Emmanuel Ier, duc de Savoie et le roi de France Henri IV. À cette occasion, la Bresse devient française, au sein du duché de Bourgogne.
Liste des gouverneurs de Bresse
- Jean de Cervens du Vernay

Liste des baillis de Bresse
- Humbert de La Salle, (début du XIVe siècle)
- Humbert de Corgenon, (vers 1325)[4].